# David Ludwig Bloch

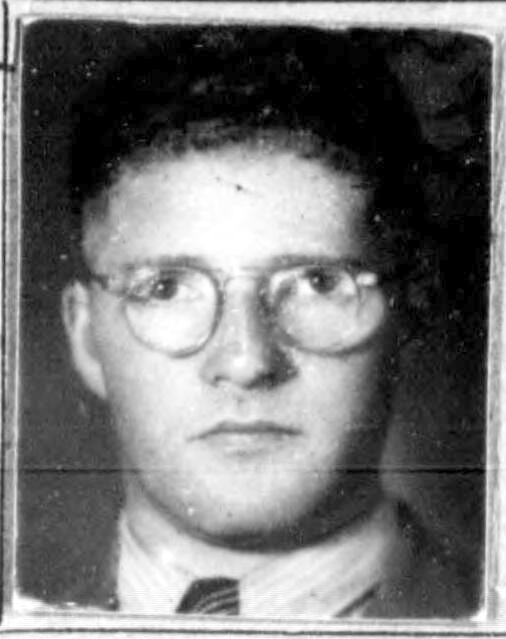
Bloch, 1944

David Ludwig Bloch (* 25. März 1910 in Floß; † 16. September 2002 in Barrytown, New York) war ein Porzellanmaler, Maler und Lithograf.

## Leben
Bloch wurde als Sohn des Kaufmanns Simon Bloch und dessen Frau Selma geboren. Wenige Wochen nach der Geburt starb seine Mutter, sein Vater kurze Zeit später 1911. Bloch wurde von Verwandten aufgenommen. Durch eine Hirnhautentzündung verlor er als Kind das Gehör. Mit fünf Jahren wurde er in München in der damaligen  Landestaubstummenanstalt eingeschult. Im Anschluss daran besuchte Bloch die Privatschule von Karl Brauckmann "für Hörgeschädigte und Ertaubte" in Jena.
1925 begann er eine Porzellanmalerlehre, wurde Porzellanmaler und nahm, nachdem er 1934 wegen der Weltwirtschaftskrise arbeitslos geworden war, ein Studium an der Staatsschule für angewandte Malerei in München auf. In dieser Zeit beteiligte Bloch sich bereits an Ausstellungen des Jüdischen Kulturbundes Bayern. Nachdem er wegen Geldmangels sein Studium abbrechen musste, wurde Bloch Grafiker und Dekorateur bei dem Kaufhaus Sallinger in Straubing. Nach der Arisierung des Kaufhauses wurde Bloch erneut arbeitslos. Vom Studium in München schloss man ihn als Juden aus. In den Tagen der Reichspogromnacht wurde Bloch festgenommen und für vier Wochen im KZ in Dachau interniert. Nach seiner Entlassung aus Dachau bekam Bloch Arbeit bei dem Malermeister Heinz Voges in München.
Am 3. April 1940 emigrierte er nach Shanghai. Dort heiratete Bloch die taube Chinesin Lilly Cheng Disiu. In dieser Zeit entstanden unter anderem Holzschnitte und Aquarelle, wobei sechs veröffentlichten Zyklen (Bände) mit je 60 oder mehr Holzschnitten große Aufmerksamkeit in den chinesischen Kunstkreisen erregten mit den Titeln: „China“, „Yin Yang“, „Bettler“, „Rikschah“, „Kinder“, und „Miniaturen“. In den Schnitten konzentrierte er sich auf die Lebenszustände der unteren Schichten des chinesischen Volkes. 
1949 übersiedelte er nach New York und arbeitete dort 26 Jahre als Kunstlithograf. Er zeichnete das gesamte Porzellangeschirr des Nixons White House. Erstmals seit 1940 reiste Bloch 1976 wieder nach Deutschland. Nach dieser Reise setzte er sich künstlerisch intensiv mit dem Holocaust auseinander.

## Ehrungen
- 1997 wurde David L. Bloch der Kulturpreis des Deutschen Gehörlosen-Bundes verliehen.[1]
- 2004 erhielt David L. Bloch posthum die Ehrenbürgerschaft seines Geburtsortes Floß (Oberpfalz); siehe Ehrenbürger von Floß

## Ausstellungen
- „David Ludwig Bloch: Meine Bilder sind meine Sprache.“ In der KZ-Gedenkstätte Dachau. Laufzeit: 30. Januar 2004 bis 3. Mai 2004
- „David Ludwig Bloch – München – Schanghei – New York – Eine Ausstellung zum 90. Geburtstag des Künstlers.“ Im Jüdischen Museum in München. Laufzeit: 19. Juli 2000 bis 14. Dezember 2000

## Sekundärliteratur
- Barbara Hoster, Roman Malek, Katharina Wenzel-Teuber (Hrsg.): David Ludwig Bloch. Holzschnitte Shanghai 1940–1949. Steyler Verlag, Nettetal 1997, ISBN 3-8050-0395-1.
- Horst Biesold: Die Shanghaier Holzschnitte von David Ludwig Bloch (Memento vom 30. Januar 2016 im Internet Archive)